# ريتشارد ليفي
ريتشارد ليفي (14 يناير 1988 في جنوب أفريقيا - ) (بالإنجليزية: Richard Levi)‏ هو لاعب كريكت جنوب أفريقي. شارك مع منتخب جنوب أفريقيا الوطني للكريكت. أما مع النوادي، فقد لعب مع مومباي إنديانز ونادي مقاطعة نورثامبتونشير للكريكت ‏ وSylhet Strikers ‏ ونادي مقاطعة سومرست للكريكت ‏ وCape Cobras ‏.

## وصلات خارجية
- ريتشارد ليفي على موقع إي آس بي آن كريك إنفو (الإنجليزية)
- ريتشارد ليفي على موقع ويزدن الهند (الإنجليزية)